# Mary Bulkley
Mary Bulkley, även känd som Mrs Bulkley, Miss Bulkley och Mrs Barresford född Wilford 1747, död 1792, var en brittisk skådespelare och dansare. Hon spelade både tragedi och komedi och är känd för sina roller inom Shakespeares pjäser, bland dem rollen som Hamlet.  
Hon var engagerad vid Covent Garden Theatre, London 1758-81, Theatre Royal, Dublin 1774-76, Theatre Royal, Edinburgh i Skottland 1781-92, och Theatre Royal Haymarket i London 1780-92.